# Милица
Милица је старо српско женско име, настало од словенског корена мил(а) и деминутивног наставка.

## Историјат
Милица је једно од најстаријих српских женских имена. Међу Србима је постало веома популарно захваљујући кнегињи Милици, жени кнеза Лазара.
Милица је било најпопуларније женско име за девојчице рођене између 2003. и 2005. године у Србији. Име Милица је такође популарно у Хрватској, где се налази међу првих 100 женских имена. У Словенији се 2007. године ово име налазило на 154. месту по популарности.

## Имендани
Имендан се слави у Словачкој 17. августа.

## Носиоци имена

### А
- Милица Авировић
- Милица Анђелковић

### Б
- Милица Бабић Андрић
- Милица Бабовић Бакић
- Милица Бакрач
- Милица Бајић Ђуров
- Милица Белмужевић
- Милица Бешевић
- Милица Бисић
- Милица Бранковић

### В
- Милица Велимировић
- Милица Вуклиш
- Милица Вуковић
- Милица Вучетић
- Милица Вучинић
- Милица Вучковић, српска сликарка.
- Милица Вучковић, српска књижевница.
- Милица Вучуровић

### Г
- Милица Гардашевић
- Милица Гојковић
- Милица Гргурова-Алексић
- Милица Грујичић

### Д
- Милица Дабовић
- Милица Делевић
- Милица Дунђерски

### Ђ
- Милица Ђорђевић
- Милица Ђукић
- Милица Ђурђевић Стаменковски
- Милица Ђурић-Топаловић

### Е
- Милица Емини

### Ж
- Милица Жарковић
- Милица Живадиновић

### З
- Милица Зарић
- Милица Зимоњић
- Милица Зорић Чолаковић
- Милица Зулус Димић

### Ј
- Милица Јаковљевић Мирјам
- Милица Јаневски
- Милица Јанкетић
- Милица Јанковић
- Милица Јелић
- Милица Јелић Глигоровић
- Милица Јефтимијевић Лилић
- Милица Јокић

### К
- Милица Калуђеровић
- Милица Кљаић Радаковић
- Милица Костић, српска ученица.
- Милица Костић, српска фудбалерка.
- Милица Костић-Станковић
- Милица Краљ
- Милица Крстић

### Л
- Милица Лукић

### М
- Милица Малруни
- Милица Мајкић
- Милица Мајсторовић
- Милица Марковић
- Милица Марковић Цветковић
- Милица Мијатовић
- Милица Миладиновић
- Милица Милисављевић Дугалић
- Милица Милша
- Милица Миљанов
- Милица Мима Ружичић Новковић
- Милица Мирон
- Милица Митровић
- Милица Мићић Димовска
- Милица Михајловић, српска глумица.
- Милица Михајловић, српска књижевница и преводитељка.
- Милица Мишковић

### Н
- Милица Недић
- Милица Нешић
- Милица Николајевна
- Милица Николић, српска глумица.
- Милица Николић, српска џудисткиња.
- Милица Нинковић
- Милица Новковић

### О
- Милица Остојић

### П
- Милица Павков Хрвојевић
- Милица Павловић
- Милица Павловић Дара
- Милица Пејановић Ђуришић
- Милица Петковић
- Милица Петковић Краљ
- Милица Петровић
- Милица Пилетић
- Милица Писић
- Милица Полићевић
- Милица Продановић

### Р
- Милица Раичевић
- Милица Ракић
- Милица Рибникар

### С
- Милица С. Богдановић
- Милица Сарић-Вукмановић
- Милица Спасојевић
- Милица Станковић, српска фудбалерка.
- Милица Станковић, српска глумица.
- Милица Стевановић
- Милица Стефановић
- Милица Стојадиновић, српска одбојкашица.
- Милица Стојадиновић Српкиња
- Милица Стојанова
- Милица Стојковић

### Т
- Милица Тасић
- Милица Тепић
- Милица Тодоровић
- Милица Томашевић
- Милица Томић, српска политичарка.
- Милица Томић, српска уметница.
- Милица Трифуновић

### Х
- Милица Хребељановић

### Ц
- Милица Црнобрња Вукадиновић

### Ч
- Милица Чађевић
- Милица Чубрило

### Ш
- Милица Штерић
- Милица Шуваковић
- Милица Шћепановић